# چین عصبی
چین عصبی (به انگلیسی: Neural fold)، ساختاری است که هنگام نورولاسیون در رشد جنینی پرندگان و پستانداران در میان جانداران دیگر به وجود می‌آید. این ساختار با نورولاسیون پیشین همراه است، به این معنی که با به‌هم پیوستن لایه‌های بافتی، به جای خوشه‌بندی، و پیامد آن توخالی شدن سلول‌های منفرد (معروف به نورولاسیون پسین) شکل می‌گیرد. در انسان، چین‌های عصبی مسئول تشکیل انتهای قدامی لوله عصبی هستند. چین‌های عصبی از صفحه عصبی، یک ساختار اولیه متشکل از سلول‌های اکتودرم دراز، مشتق شده‌اند. چین‌ها سبب ایجاد سلول‌های تاج عصبی و همچنین تشکیل لوله عصبی می‌شوند.

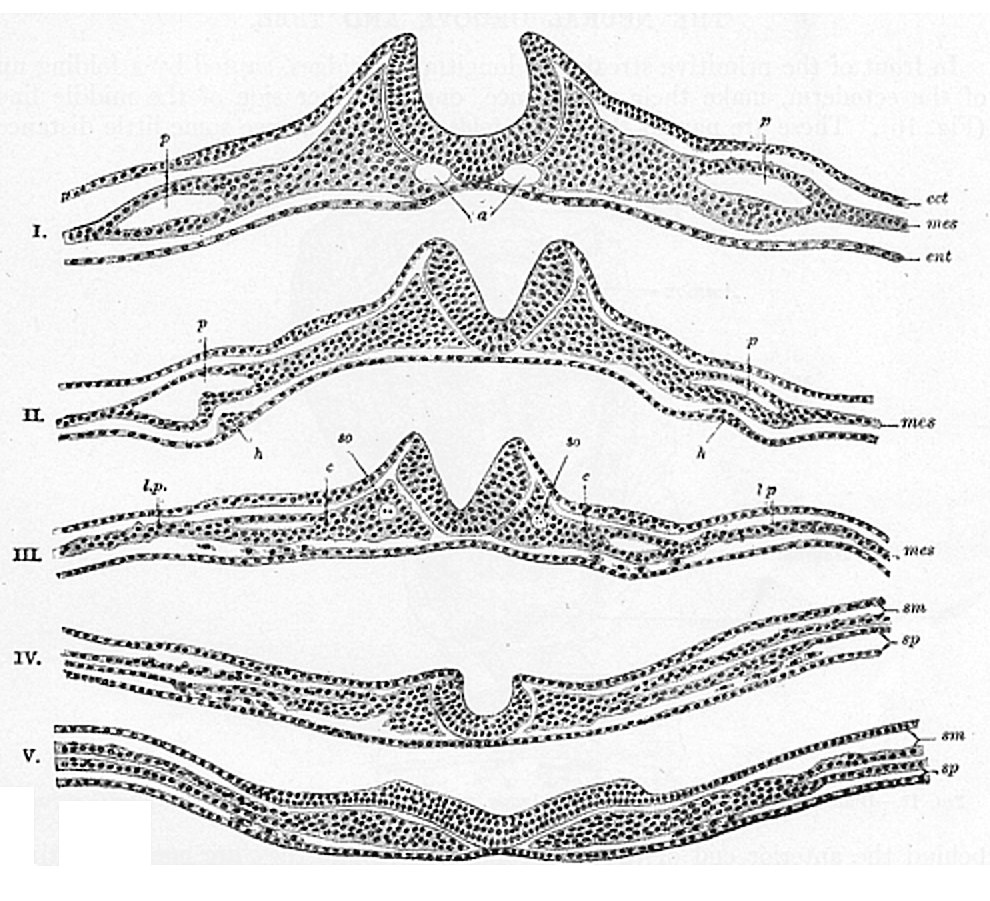
برش عرضی از دیسک جنینی که چین را نشان می‌دهد.